# 디노 옐루시치
디노 옐루시치(크로아티아어: Dino Jelusić, 1992년 6월 4일~)는 디노 젤루식(Dino Jelusick)라는 예명으로도 알려진 크로아티아의 가수, 음악가, 작곡가이다. 2003년 주니어 유로비전 송 콘테스트의 첫 번째 대회 우승자였다. 2012년에 결성되어 2021년에 해체된 하드 록/헤비 메탈 밴드 애니멀 드라이브의 창립자, 주요 작곡가, 리드 보컬이다. 2016년부터 미국의 록 밴드 트랜스-시베리안 오케스트라의 투어 멤버였으며, 2021년에는 화이트스네이크에 합류했다. 2023년에는 자신의 밴드 옐루시치와 함께 앨범 《Follow the Blind Man》을 발매했다.

## 어린 시절
1992년 6월 4일 크로아티아 포제가에서 디노 옐루시치로 태어났다. 대부분의 삶을 수도인 자그레브에서 보냈다. 2020년에 자그레브 대학교 음악원에서 석사 학위를 취득했다.

## 경력

### 1997년–2005년: 첫 음악 활동 및 주니어 유로비전 송 콘테스트
부모님도 악기를 연주했기 때문에 3세 때 음악과 노래를 접했으며, 5세 때부터 텔레비전, 무대, 축제에 출연하며 공연을 시작했다.
7세 때 첫 영어 노래를 작곡했다. 2003년, 덴마크에서 열린 첫 주니어 유로비전 송 콘테스트에 10세 때 작곡한 노래 "Ti si moja prva ljubav"으로 참가하여 134점을 얻어 우승했다. 2003년에 데뷔 솔로 앨범 《No. 1》을 발매했고, 1년 후에는 영어 버전을 발매했다. 2005년까지 미국, 스칸디나비아, 호주를 투어했으며, 이 투어에는 덴마크에서 10만 명의 관객이 모인 4번의 대규모 콘서트가 포함되었다. 같은 해 12세의 나이로 크로아티아 음악 시상식 포린의 최연소 후보가 되었다. 2005년 덴마크의 랑엘란섬 축제에서 UB40와 로넌 키팅과 함께 세 명의 주요 공연자 중 한 명이었다.

### 2006년–2016년: 솔로 경력과 록 및 메탈 음악 스타일로의 변화
2007년경, 청소년기 동안 옐루시치의 목소리는 변했고 고음 성구의 일부를 잃었다. King's X, 슬래시, 화이트스네이크, 드림 시어터, 토토 등의 음악을 들으며 자랐고, 자신의 음악 방향을 하드 록과 메탈로 바꾸기로 결정했다.
2009년, 호주 멜버른에서 프로듀서 마크 베리와 앨범을 녹음하기 시작했고, 스웨덴 프로듀서 로베르트 아를링과 함께 말뫼에서 작업을 마무리했다. 2011년 8월에 발매된 이 음반은 《Living My Own Life》라는 제목이 붙었다. 그러나 그가 이 앨범의 어떤 곡도 작곡하지 않았기 때문에, 이 곡들을 라이브로 연주하지 않는다.
2012년과 2013년 사이에 남아프리카에서 Synkropation이라는 국제 프로젝트에 참여하기 위해 고용되었는데, 이 프로젝트는 만도자와 딜라나를 포함한 다양한 아티스트들의 협업이 특징인 앨범으로 구성되었다. 앨범은 발매되지 않았지만, 여러 곡에 참여했고 5만 명의 관객 앞에서 공연했다.

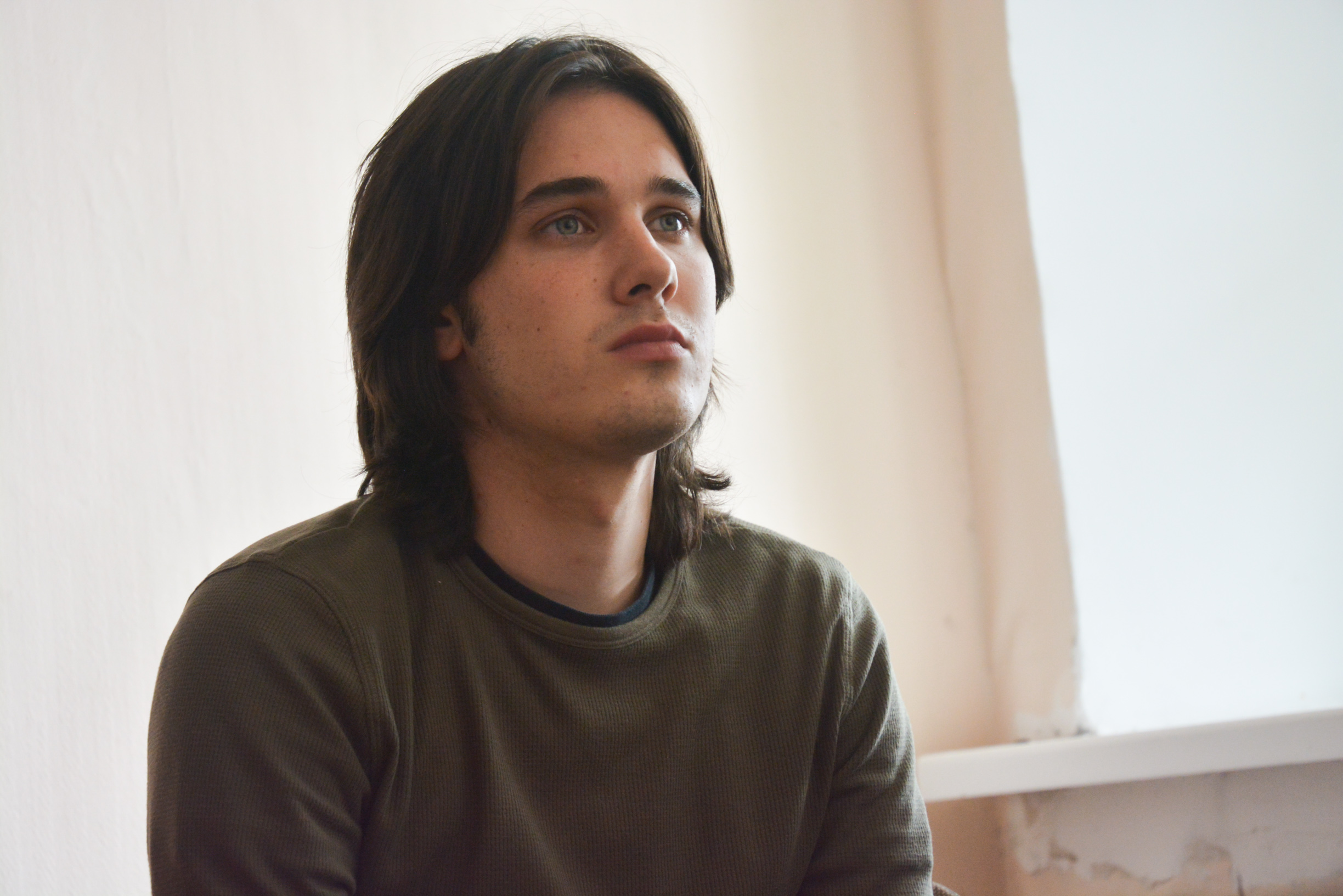
2014년 디노 옐루시치

2014년, 벨라루스에서 열린 국제 축제 슬라뱐스키 바자르에서 2위를 차지했다. 그 후, 목소리에 문제를 겪기 시작했다. 9월에 라인케 부종 수술을 받았다. 수술 후, 자신이 전곡을 작곡한 또 다른 앨범을 녹음했다. 《Prošao sam sve》라는 제목의 이 콘셉트 앨범은 2014년 11월에 발매되었다. 이 음반은 1991년~1995년 크로아티아 독립 전쟁 중 전쟁 포로 수용소에서 260일 동안 살아남은 10세 소년에 대한 마리얀 구비나의 자서전적 소설 《260일》을 바탕으로 한다.
2015년, 불가리아에서 열린 디스커버리 페스트에서 4개의 상을 받았는데, 그 중 하나는 그의 노래 "Father"로 받았다. 2016년에는 러시아 소치에서 열린 뉴 웨이브에서 우승했다.

### 프로젝트

#### 애니멀 드라이브, 옐루시치
2012년, 하드 록 밴드 애니멀 드라이브를 결성했는데, 처음에는 그의 솔로 밴드였고, 최종 라인업은 2015년에 완성되었다. 프로젝트의 주요 작곡가였다. 이 그룹의 가장 큰 영향은 화이트스네이크였으며, 라이브 공연에서는 딥 퍼플의 "Burn"의 화이트스네이크 2004년 커버 버전뿐만 아니라 스키드 로와 드림 시어터의 곡들도 선보였다. 옐루시치가 TSO의 투어에 합류하기 전에, 애니멀 드라이브는 몇 곡을 녹음했고, TSO 보컬리스트 제프 스콧 소토의 추천으로 프론티어스 레코드는 그들의 작업을 듣고 2017년에 그들과 음반 계약을 맺기로 결정했다. 그들은 이렇게 큰 음반사와 계약하고 전 세계적으로 앨범을 발매한 최초의 크로아티아 록 밴드였다.
그들의 데뷔 스튜디오 앨범 《Bite!》는 2018년 2월에 발매되어 비평가들의 찬사를 받았다. 2019년 4월, 그들은 《Back to the Roots》라는 제목의 커버 EP를 발매했는데, 여기에는 스키드 로의 "Monkey Business" 커버 버전이 첫 번째 싱글로 포함되었고, 2019년 5월에는 록시트의 "The Look" (게스트 보컬리스트 로사 라리키우타와 함께)이 두 번째 싱글로 발매되었다. 2021년 6월, 프론티어스 레코드와의 갈등 끝에 애니멀 드라이브는 해체되었다.
2022년 11월, 레이블과의 2년간의 법적 싸움을 끝내고 새로운 밴드인 옐루시치와 함께 새로운 곡들을 녹음하기 시작했다. 그들의 데뷔 앨범 《Follow the Blind Man》은 2023년 9월에 발매되었다. 크로아티아에서는 이 앨범이 포린 어워드에서 최우수 록 앨범상을 수상했으며, 올해의 앨범과 보컬 그룹 최우수 공연 부문에도 후보로 올랐다.

#### TSO, 스톤 리더스, 로즈 오브 블랙, 화이트스네이크, 훔 갓츠 디스트로이
2016년 2월은 옐루시치의 음악 경력의 전환점이었다. 2010년대 중반까지 크로아티아 음악 산업 내에서 수많은 어려움에 직면했다고 나중에 언급했다. 이러한 문제들로 인해 음악 경력을 끝낼까도 고려했다. 보도에 따르면, 그의 퀸의 "The Show Must Go On" 라이브 공연이 두 명의 남성 투어 보컬리스트를 찾고 있던 미국 록 밴드 트랜스-시베리안 오케스트라 (TSO)의 눈에 띄었다. 오디션을 보고 프로듀서 폴 오닐과 만난 후, 그룹에 합류하기로 선택되었고 그들의 2016년 투어에 참여했다. 2017년 투어 동안, 밴드는 동부 라인업의 카일라 리브스와 서부 라인업의 옐루시치와 함께 4월에 사망한 오닐을 "The Safest Way into Tomorrow"라는 곡으로 기렸다.
2015년, 미국 드러머 존 마칼루소는 그의 새로운 미국-크로아티아 밴드 스톤 리더스를 위한 가수와 키보디스트를 찾고 있었다. 합류하여 그들의 데뷔 앨범 녹음을 도왔고, 이 앨범은 결국 2019년 3월에 발매되었다. 이 기간 동안 크로아티아 메탈 밴드 더 랄프의 멤버이기도 했으며, 그들과 함께 2017년 2월에 앨범 《Enter Escape》를 발매했다.
2019년 5월, Lords of Black의 토니 에르난도는 그의 솔로 프로젝트 레스트리스 스피리츠(Restless Spirits)와 함께 동명의 앨범을 발매했다. 앨범의 두 트랙인 "Cause I Know You're the One"과 "Lost Time (Not to Be Found Again)"에 보컬로 참여했다. 이 음반에는 게스트 아티스트인 딘 카스트로노보, 조니 지오엘리, 알레산드로 델 베키오도 포함되었다. 2018년 말, 드러머 윌 헌트와 베이시스트 트레버 록스가 참여한 조지 린치 프로젝트인 더티 셜리에 보컬과 키보드를 녹음했다. 동명의 앨범은 2020년 1월에 발매되어, 긍정적인 평가를 받았다.

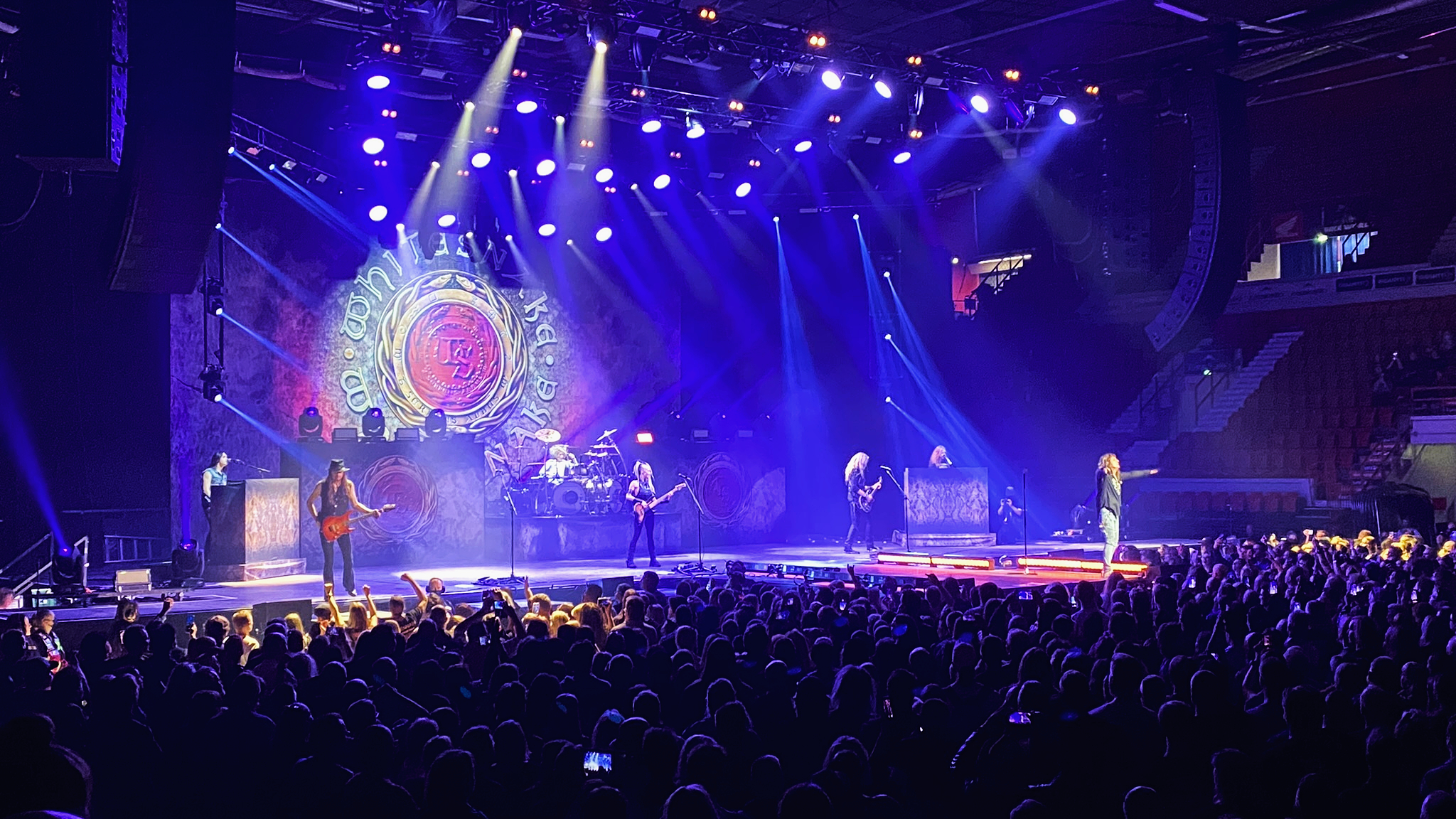
디노 옐루시치 (왼쪽)가 2022년 6월 6일 헬싱키, 핀란드에서 화이트스네이크와 함께 공연하는 모습.

2021년 7월, 영국 하드 록 밴드 화이트스네이크에 백 보컬리스트 겸 키보디스트로 합류했다.
2022년 3월, 마이클 로메오와 협력하여 로메오의 솔로 앨범 《War of the Worlds, Pt. 2》의 모든 보컬을 담당했다. 독일판 메탈 해머의 마티아스 미네르는 옐루시치가 이 앨범을 이전 앨범보다 "훨씬 더 높은 수준으로 끌어올렸다"고 말하며, 이 앨범이 "두 가지 수준에서 영감을 주어 청취자가 어떤 것이 더 중요한지 거의 결정할 수 없게 한다"는 평으로 리뷰를 마쳤다.
2023년 12월, 키보디스트 데릭 셰리니안과 기타리스트 범블풋은 새로운 프로그레시브 메탈 프로젝트인 Whom Gods Destroy를 공개했으며, 옐루시치를 보컬로, 야스 노무라를 베이스로, 브루노 발베르데를 드럼으로 영입했다. 그들의 데뷔 앨범 《Insanium》은 2024년 3월에 발매되었다.

### 텔레비전 출연
2018년과 2019년에 크로아티아 라디오텔레비전의 연예 및 음악 프로그램 A-strana의 여러 에피소드에 출연했으며 BBC 쇼 Just the Two of Us의 크로아티아 버전에서 최연소 멘토였다. 그의 파트너인 배우 타라 탈러와의 출연은 이 대회에서 우승을 차지했다. 2023년 11월부터 2024년 1월까지 The Voice Hrvatska의 네 번째 시즌에서 멘토로 활동했다.

### 한국·크로아티아 문화교류 프로젝트 ‘ODYSSEY’
‘ODYSSEY’는 한국과 크로아티아 양국을 대표하는 록 아티스트 YB와 젤루식(Jelusick)이 함께하는 전략적 문화교류 프로젝트로 양국의 음악과 문화를 교류하고 글로벌 음악 시장에서의 공동 진출을 목적으로 기획되었다.
ODYSSEY 프로젝트 공연 일정은 한국과 크로아티아를 오가며 총 6회의 합동 공연으로 구성됐다. 한국 공연은 8월 16일 전주 ‘JUMF 2025’ 록페스티벌과 8월 19일 서울 롤링홀 공연이 이어져졌으며 크로아티아 공연은 8월 23일 바라주딘 Špancirfest, 8월 25일 리예카, 8월 27일 자그레브, 8월 31일 발포보 공연이 이어진다.

## 음반 목록
| 프로젝트                                | 앨범                        | 연도 | 비고                                 |
| --------------------------------------- | --------------------------- | ---- | ------------------------------------ |
| 솔로                                    | No. 1                       | 2003 | 싱어송라이터                         |
| 솔로                                    | Living My Own Life          | 2011 | 보컬                                 |
| 솔로                                    | Prošao sam sve              | 2014 | 싱어송라이터                         |
| 제프 스콧 소토                          | "Give In to Me" (커버)      | 2016 | 백 보컬                              |
| The Ralph                               | Enter Escape                | 2017 | 보컬                                 |
| Chaos Addict                            | Sacrament of Hope           | 2017 | 게스트 보컬                          |
| 애니멀 드라이브                         | Bite!                       | 2018 | 보컬, 키보드, 기타, 작곡가, 프로듀서 |
| 애니멀 드라이브                         | Back to the Roots (커버 EP) | 2019 | 보컬, 키보드, 프로듀서               |
| Stone Leaders                           | Stone Leaders               | 2019 | 보컬, 키보드                         |
| Restless Spirits (토니 에르난도와 함께) | Restless Spirits            | 2019 | 보컬 (#4, #10)                       |
| Dirty Shirley (조지 린치와 함께)        | Dirty Shirley               | 2020 | 보컬, 키보드, 작사, 프로듀서         |
| 망누스 칼손'스 프리 폴                  | We Are the Night            | 2020 | 보컬 (#1, #8)                        |
| 마이클 로메오                           | War of the Worlds, Pt. 2    | 2022 | 보컬                                 |
| 옐루시치                                | Follow the Blind Man        | 2023 | 보컬, 키보드, 기타, 작곡가, 프로듀서 |
| Whom Gods Destroy                       | Insanium                    | 2024 | 보컬                                 |